# Jean XI
Jean XI (910–936) était le 125e pape de l'Église catholique qui régna de début mars 931 à début janvier 936.

## Filiation
La filiation de Jean XI reste encore un sujet discuté. Selon Liutprand de Crémone (Antapodosis, II. c. 48) et le Liber Pontificalis, il était le fils naturel du pape Serge III (904–911), (« Johannes, natione Romanus ex patre Sergio papa », Liber Pont, ed. Duchesne, II, 243). Ferdinand Gregorovius, Ernst Dümmler, Thomas Greenwood (Cathedra Petri: A Political History of the great Latin Patriarchate), Philip Schaff et Rudolf Baxmann s'accordent avec Liutprand pour voir en Serge III le père de Jean XI qu'il aurait eu de Marozie Ire. En pareil cas, Jean XI serait le seul fils illégitime d'un pape qui soit devenu pape lui-même. (Silvère était le fils légitime du pape Hormisdas). D'autre part Horace Kinder Mann, Reginald L. Poole, Peter Llewelyn (Rome in the Dark Ages), Karl Joseph von Hefele, Auguste Friedrich Gfrörer, Ludovico Antonio Muratori et Francis Kenrick soutiennent que le Pape Jean XI devait le jour à Albéric Ier, comte de Tusculum. Mann note ainsi avec raison que ces allégations contre Serge III proviennent de sources biaisées et peu fiables notamment des écrits de Liutprand de Crémone, fervent partisan de l'empereur du Saint-Empire Otton Ier contre les papes, et qu'elles ne s'accordent pas avec ce que des chroniqueurs fiables comme Flodoard disent de Serge III.

## Pontificat
Sa mère, Marozie Ire, était la maîtresse de Rome à l'époque où il monta sur la chaire de saint Pierre. Elle était donc, pense-t-on, en mesure d'exercer sur le pape une domination complète.
Quand Marozie fut renversée, Jean XI passa sous la coupe d'Albéric II de Spolète (932–954), son frère cadet. Le seul pouvoir qui restait au pape était l'exercice de ses fonctions purement spirituelles. Toutes les autres étaient aux mains d'Albéric II, qui ne se mêlait pas seulement de questions profanes, mais aussi de questions ecclésiastiques.
C'est sur l'insistance d'Albéric II, que le pallium fut conféré à Théophylacte de Constantinople, patriarche de Constantinople (935), et aussi à Artaud de Reims, archevêque de Reims (933). Certaines sources traditionnelles catholiques considèrent le pontificat de Jean XI comme le moment où l'Église était tombée le plus bas, mais c'est lui tout de même qui a accordé un grand nombre de privilèges à la congrégation de Cluny, qui devait être par la suite un puissant acteur de la réforme de l'Église.

## Généalogie
- Voir aussi Théophylactes

| X | X | X | X | X                               | X                               |                                 |                                 | X                               | X                               | X | X | X | X |         |  |  |  |  |  | Théophylacte (?-?) | Théophylacte (?-?) | Théophylacte (?-?) | Théophylacte (?-?) | Théophylacte (?-?) | Théophylacte (?-?) |                   |                   | Théodora Ire l'Ancienne (?-?) | Théodora Ire l'Ancienne (?-?) | Théodora Ire l'Ancienne (?-?) | Théodora Ire l'Ancienne (?-?) | Théodora Ire l'Ancienne (?-?) | Théodora Ire l'Ancienne (?-?) |  |  |  |  |  |  |  |  |  |  |  |  |  |  |  |  |  |  |  |  |  |  |  |  |  |  |
| X | X | X | X | X                               | X                               |                                 |                                 | X                               | X                               | X | X | X | X |         |  |  |  |  |  | Théophylacte (?-?) | Théophylacte (?-?) | Théophylacte (?-?) | Théophylacte (?-?) | Théophylacte (?-?) | Théophylacte (?-?) |                   |                   | Théodora Ire l'Ancienne (?-?) | Théodora Ire l'Ancienne (?-?) | Théodora Ire l'Ancienne (?-?) | Théodora Ire l'Ancienne (?-?) | Théodora Ire l'Ancienne (?-?) | Théodora Ire l'Ancienne (?-?) |  |  |  |  |  |  |  |  |  |  |  |  |  |  |  |  |  |  |  |  |  |  |  |  |  |  |
|   |   |   |   |                                 |                                 |                                 |                                 |                                 |                                 |   |   |   |   |         |  |  |  |  |  |                    |                    |                    |                    |                    |                    |                   |                   |                               |                               |                               |                               |                               |                               |  |  |  |  |  |  |  |  |  |  |  |  |  |  |  |  |  |  |  |  |  |  |  |  |  |  |
|   |   |   |   | Serge III (?-?), pape (904-911) | Serge III (?-?), pape (904-911) | Serge III (?-?), pape (904-911) | Serge III (?-?), pape (904-911) | Serge III (?-?), pape (904-911) | Serge III (?-?), pape (904-911) |   |   |   |   |         |  |  |  |  |  |                    |                    |                    |                    | Marozie Ire (?-?)  | Marozie Ire (?-?)  | Marozie Ire (?-?) | Marozie Ire (?-?) | Marozie Ire (?-?)             | Marozie Ire (?-?)             |                               |                               |                               |                               |  |  |  |  |  |  |  |  |  |  |  |  |  |  |  |  |  |  |  |  |  |  |  |  |  |  |
|   |   |   |   | Serge III (?-?), pape (904-911) | Serge III (?-?), pape (904-911) | Serge III (?-?), pape (904-911) | Serge III (?-?), pape (904-911) | Serge III (?-?), pape (904-911) | Serge III (?-?), pape (904-911) |   |   |   |   |         |  |  |  |  |  |                    |                    |                    |                    | Marozie Ire (?-?)  | Marozie Ire (?-?)  | Marozie Ire (?-?) | Marozie Ire (?-?) | Marozie Ire (?-?)             | Marozie Ire (?-?)             |                               |                               |                               |                               |  |  |  |  |  |  |  |  |  |  |  |  |  |  |  |  |  |  |  |  |  |  |  |  |  |  |
|   |   |   |   |                                 |                                 |                                 |                                 |                                 |                                 |   |   |   |   |         |  |  |  |  |  |                    |                    |                    |                    |                    |                    |                   |                   |                               |                               |                               |                               |                               |                               |  |  |  |  |  |  |  |  |  |  |  |  |  |  |  |  |  |  |  |  |  |  |  |  |  |  |
|   |   |   |   |                                 |                                 |                                 |                                 |                                 |                                 |   |   |   |   | Jean XI |  |  |  |  |  |                    |                    |                    |                    |                    |                    |                   |                   |                               |                               |                               |                               |                               |                               |  |  |  |  |  |  |  |  |  |  |  |  |  |  |  |  |  |  |  |  |  |  |  |  |  |  |